# Lineární funkce
Lineární funkce je každá funkce {\displaystyle f}, která je dána předpisem {\displaystyle y=f(x)=ax+b}; kde {\displaystyle a,b\in R}. Její obor hodnot na celém jejím definičním oboru rovnoměrně klesá nebo roste anebo je konstantní. Grafem lineární funkce je přímka. Je-li {\displaystyle a=0}, funkce se nazývá konstantní: {\displaystyle y=f(x)=b} . Je-li {\displaystyle b=0}, nazývá se přímá úměrnost: {\displaystyle y=f(x)=ax} .
Příklady lineárních funkcí: {\displaystyle y=-2x+0,2} ;  {\displaystyle y=5} ;  nebo {\displaystyle y={\frac {1}{5}}x} .

## Definice
Lineární funkce je taková funkce {\displaystyle f} na množině {\displaystyle R} ({\displaystyle D_{f}=R}), která lze vyjádřit předpisem:
{\displaystyle f:y=ax+b,} kde {\displaystyle a} i {\displaystyle b} jsou konstanty.

## Vlastnosti
| Lineární funkce | | |
| {\displaystyle y=ax+b} | {\displaystyle y=b} | {\displaystyle y=ax} |
| Grafem je přímka procházející bodem {\displaystyle \left[0;b\right]} Je rostoucí (klesající) v celém {\displaystyle D_{f}}a tedy prostá. Není shora ani zdola omezená. Nemá maximum ani minimum. | Grafem je přímka rovnoběžná s osou {\displaystyle x} a procházející bodem{\displaystyle \left[0;b\right]} Není rostoucí ani klesající, je omezená. Pro každé {\displaystyle x\in D_{f}} má maximum i minimum. | Grafem je přímka procházející bodem 0{\displaystyle \left[0;0\right]} Je rostoucí (klesající) v celém {\displaystyle D_{f}}a tedy prostá. Není shora ani zdola omezená. Je lichá funkce. Nemá maximum ani minimum. |

- lineární funkce je uzavřená na skládání
- lineární funkce není ohraničená ani periodická
- pro {\displaystyle a>0} je lineární funkce rostoucí, pro {\displaystyle a<0} je klesající
- lineární funkce je konvexní i konkávní a na žádném intervalu není ryze konvexní ani ryze konkávní
- lineární funkce je spojitá
- lineární funkce má v každém bodě derivaci, která je rovna její směrnici
- primitivní funkce k lineární funkci je kvadratická funkce
  - příklad: {\displaystyle \int (3x+2)\,dx={3 \over 2}x^{2}+2x+C}

## Lineární funkce s absolutní hodnotou

Lineární funkce s absolutní hodnotou

Lineární funkce s absolutními hodnotami jsou takové lineární funkce, které mají v předpisu funkce jednu nebo více absolutních hodnot, ve kterých jsou výrazy s proměnnou.
Například: {\displaystyle y={1 \over 4}(-x+4|x+3|-6|x|+5|x-3|-15)}, graf této funkce je na obrázku vpravo.
Absolutní hodnota je pro nezáporné argumenty totožná s funkcí {\displaystyle f:y=x;} pro {\displaystyle x\geq 0}, pro záporné argumenty je totožná s funkcí {\displaystyle f:y=-x;} pro {\displaystyle x<0}.
Zápis funkce {\displaystyle f:y=|x|} .